# Дом Прованс
Дом Прованс (Haus Provence) е фамилията на първите графове на Прованс, която от средата на 10 век до началото на 12 век владяла южната част на тогавашното Кралство Бургундия.
Родоначалник на Дом Прованс e Бозон II.
Двата сина на Бозон II си разделят владението на баща им. По-големият Ротбалд II, взема региона около Авиньон и основава Маркграфство Прованс.
По-малкият Вилхелм I взема територията около Арл и основава Графство Прованс, от което през 11 век се отделя Графство Форкалкие (Comté de Forcalquier), което е управлявано от наследниците на граф Готфрид I († февруари 1061/62). Чрез брака на последната наследничка на Forcalquier Гарсенда де Сабран през 1193 г. с граф Алфонс II това графство е отново обединено 1208 г. с Графство Прованс.
През 11 век старата линия на Бозон II измира и това води до разделение на графството, западната част отива на Дом Тулуза, а източната част на Дом Барцелона.

## Родословен списък
- Бозон II († 965/967), 935 г. граф на Авиньон, 949 граф на Арл и на Прованс (949-968); ∞ Констанца Прованска, дъщеря на Карл Константин, граф на Виен (Бувиниди)
  - Ротбалд II († 1008), от 968 граф на Прованс, от 993 маркграф на Прованс
    - Ротбалд III († 1014); ∞ 1005 Ерменгарда († 28 август 1057), II брак ∞ 1016 за Рудолф III крал на Бургундия († 1032; Велфи)
      - Емма Прованска († сл. 1063), ∞ 1019 г. за Вилхелм III Тайлефер, граф на Тулуза. С този брак титлата маркграф на Прованс отива на графовете от Дом Тулуза
      - Вилхелм V († 1037), 1014-1037 граф на Прованс и маркграф на Прованс

  - Вилхелм I Освободител († 993 като монах), от 968 граф на Прованс, от 979 г. маркграф на Прованс, от 970 г. като Вилхелм II граф на Арл; ∞ I Арсенда от Comminges; ∞ II 984/986 Аделхайд (Бланка) от Анжу, † 1026, дъщеря на Фулк II, граф на Анжу (Първи Дом Анжу), вдовица на Стефан (Étienne), граф на Gévaudan, разведена от Лудвиг V, крал на Франция (Каролинги), жени се четвърти път пр. 1016 за Ото Вилхелм († 21 септември 1026, Иврейска династия)
    - Вилхелм II Благочестиви (* 987; † пр. 30 май 1018), граф на Прованс; ∞ 1002 за Герберга от Бургундия († 1020/23), дъщеря на Ото Вилхелм, граф на Бургундия (Иврейска династия)
      - Вилхелм IV († 1019 или 1030), от 1018 граф на Прованс
      - Готфрид I († февруари 1061/62), граф на Прованс, от 1032 граф на Арл, 1057-60 маркграф на Прованс, ∞ Стефани от Марсилия, наричана Дулция, дъщеря на Бертранд граф на Марсилия
      - Фулк Бертран I († 27 април 1051), от 1018 граф на Прованс, маркграф на Прованс; ∞ NN, дъщеря на Вилхелм III Таилефер, граф на Тулуза (Дом Тулуза)
        - Бертранд II († 29 април 1090 или 28 юли 1094) от 1051 граф на Прованс и от 1061/62 маркграф на Прованс; ∞ пр. февруари 1061 за Матилда
        - Герберга Прованска (* 1060; † 3 февруари 1112 или януари 1118) от 1093 до 1111 или 1112 графиня на Прованс; ∞ 1073 за Жилберт I, граф на Gévaudan(убит 1110/12 г.)
          - Дулция Прованска († 1127/30), наследничка на Прованс; ∞ 3 февруари 1112 г. за Раймунд Беренгар III († 19 юли 1131), граф на Барцелона, който получава Прованс (Дом Барцелона)
          - Стефани Прованска († сл. 1160); ∞ пр. 1116 г. за Раймунд I от Les Baux († сл. 1150), има искания за Прованс, което води до война 1144-1162.

    - (II) Констанца Прованска († 28 юли 1032); ∞ август 1001/25 август 1002 за Робер II Благочестиви, 996 крал на Франция († 20 юли 1031, Капетинги)
    - (II) Ермгарда; ∞ Роберт I граф на Оверн, † пр. 1032 (Дом Оверн)
    -  ? (I?) Одилия от Ница; ∞ I. Мирон вицеграф на Систерон (Дом Барцелона); ∞ II. 1004 Laugier, граф на Ница
    -  ? (II?) Тода; ∞ 992 Бернардо I Талаферо граф граф на Бесалу и граф на Рипол († 1020)
- Вилхелм (I.) († 978), 968 граф на Арл; ∞ NN, дъщеря на Aimon от Бурбоните
  - Архамбаулт, († 989)